# Xylocopa hellenica
Xylocopa hellenica är en biart som beskrevs av Maximilian Spinola 1843. Xylocopa hellenica ingår i släktet snickarbin och familjen långtungebin. Inga underarter finns listade i Catalogue of Life.